# SN 2005em
SN 2005em – supernowa typu IIb odkryta 27 września 2005 roku w galaktyce IC 307. W momencie odkrycia miała maksymalną jasność 18,10m.